# Шайблих, Кристине
Кристине Шайблих (нем. Christine Scheiblich; род. 31 декабря 1954, Вильсдруф), в замужестве Хан (нем. Hahn) — немецкая гребчиха, выступавшая за сборную ГДР по академической гребле в 1970-х годах. Чемпионка летних Олимпийских игр в Монреале, четырёхкратная чемпионка мира, победительница многих регат национального и международного значения.

## Биография
Кристине Шайблих родилась 31 декабря 1954 года в городе Вильсдруф, ГДР. Заниматься греблей начала в возрасте 13 лет в 1968 году, проходила подготовку в Дрездене в местном спортивном клубе «Айнхайт Дрезден». Была подопечной двукратного олимпийского чемпиона Дитера Шуберта.
Впервые заявила о себе в гребле в 1972 году, выиграв две золотые медали на Спартакиаде ГДР.
Первого серьёзного успеха на взрослом международном уровне добилась в сезоне 1974 года, когда вошла в основной состав восточногерманской национальной сборной и побывала на чемпионате мира в Люцерне, где впервые в программу были включены женские дисциплины. В парных одиночках обогнала всех своих соперниц и тем самым завоевала золотую медаль, став первой в истории чемпионкой мира в данной дисциплине.
В 1975 году на мировом первенстве в Ноттингеме вновь одержала победу в одиночках.
Благодаря череде удачных выступлений удостоилась права защищать честь страны на летних Олимпийских играх 1976 года в Монреале — в женских одиночках заняла первое место и получила золотую олимпийскую медаль.
После монреальской Олимпиады Шайблих ещё в течение некоторого времени оставалась в составе гребной команды ГДР и продолжала принимать участие в крупнейших международных регатах. Так, в 1977 году она была лучшей в одиночках на чемпионате мира в Амстердаме.
В 1978 году добавила в послужной список золотую награду, полученную в одиночках на мировом первенстве в Карапиро, став таким образом четырёхкратной чемпионкой мира по академической гребле.
За выдающиеся спортивные достижения дважды награждалась орденом «За заслуги перед Отечеством» в серебре (1974, 1976).
Завершив спортивную карьеру, вышла замуж за известного немецкого саночника Ульриха Хана. Впоследствии работала физиотерапевтом в Дрездене.